# Попов, Александр Николаевич (Герой Социалистического Труда)
Александр Николаевич Попов (род. 1932, Ташкентская область) — советский проходчик-рационализатор  производства в системе атомной промышленности. Герой Социалистического Труда (1974).

## Биография
Родился в 1932 году в Узбекской ССР в семье рабочих. 
С 1970 года в качестве специалиста-проходчика направлен в город Краснокаменск на Приаргунское производственное горно-химическое объединение МСМ СССР. С 1971 года назначен бригадиром проходческой бригады на руднике №1. В 1971 году «За успехи при освоении производственных мощностей рудника №1» был награждён Орденом Ленина.
16 января 1974 года   «За выдающиеся успехи в перевыполнении планов 1973 года по социалистическим обязательствам» Закрытым указом Президиума Верховного Совета СССР Александру Николаевичу Попову было присвоено звание Героя Социалистического Труда. 
Живёт в  Акмолинской области в Казахстане. 

## Награды

### Ордена
- Медаль «Серп и Молот» (1974)
- Два Ордена Ленина (1971, 1974)

### Медали
- Медаль «За трудовое отличие» (1954)